# DeepChord
DeepChord est un groupe américain de techno, originaire de Détroit, dans le Michigan. Il est formé en 2000 par Mike Schommer et Rod Modell. 
DeepChord est également le nom de leur label discographique indépendant sur lequel étaient publiées leurs compositions jusqu'en 2007, et le retrait de Mike Schommer et la mise en sommeil du label. 

## Biographie
Modell est né le 22 juillet 1969 à Détroit, Michigan. Il collabore avec Mike Schommer, ce qui donne lieu à l'enregistrement de leur musique sous le nom de Deepchord et à la création d'un label homonyme. Deepchord n'est connu que sous le nom de Rod Modell, Mike Schommer n'en faisant plus partie depuis 2002. Le style musical de Deepchord est décrit comme de la dub techno, combinant la lignée minimaliste de Basic Channel et la tradition techno de Détroit.
Outre Deepchord, Modell est surtout connu pour ses collaborations avec Stephen Hitchell ; la musique de leur travail est publiée sous les noms de cv313 et Echospace, et ils se produisent également ensemble. Modell a également collaboré avec Mike Huckaby. 

## Discographie

### Albums studio et EP
- 2003 : Kettle Point EP (sous Rod Modell) (Echocord)
- 2004 : Illuminati Audio Science (avec Kevin Hanton) (Silentes)
- 2007 : The Coldest Season (sous  Deepchord Presents Echospace)
- 2007 : Vantage Isle (sous Deepchord) (echospace [detroit])
- 2007 : Incense & Black Light  as Rod Modell (Plop)
- 2007 : Plays Michael Mantra (Silentes)
- 2010 : Liumin (sous Deepchord Presents Echospace)
- 2011 : Hash-Bar Loops (sous Deepchord) (Soma)
- 2012 : Silent World (sous Deepchord Presents Echospace) (Echospace)
- 2012 : Sommer (sous Deepchord) (Soma)
- 2014 : Yagya and Deepchord: Redesigns (Subwax)
- 2014 : Lanterns (Astral Industries)
- 2015 : Ultraviolet Music (Soma)
- 2017 : Auratones (Soma)
- 2022 : Functional Design (Soma)

### Singles
- 2001 : dc10 (Deepchord)
- 2001 : dc11 (Deepchord)
- 2001 : dc12 (Deepchord)
- 2001 : dc13 (Deepchord)
- 2001 : dc14 (Deepchord)
- 2003 : dc16 (Deepchord)
- 2008 : The Detroit Remixes (avec Mike Huckaby (Cache Records))
- 2011 : Hash-Bar Remnants (Part 1) (Soma)
- 2011 : Hash-Bar Remnants (Part 2) (Soma)
- 2012 : The Tonality of Night (Soma)
- 2013 : Prana/Tantra (Soma)
- 2014 : Luxury (Soma)
- 2018 : Immersions (Astral Industries)